# Biserica Sfântul Adalbert din Cracovia

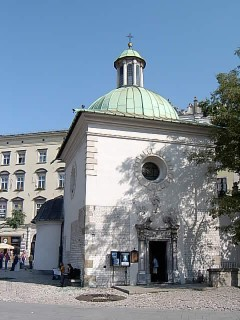
Biserica Sfântul Adalbert (= Wojciech)

Biserica Sfântului Adalbert (în poloneză Kościół św. Wojciecha) este un monument situat în Piața Centrală din Cracovia. Lăcașul este una din cele mai vechi biserici de piatră din Polonia, construită în stil romanice.  
Biserica a fost construită în secolul al XI-lea și numită după misionarul martir Sf. Adalbert de Praga (în poloneză św. Wojciech), al cărui corp a fost răscumpărat de la păgânii prusaci, plătindu-se greutatea sa în aur, apoi corpul său a fost plasat în Catedrala din Gniezno de Boleslau I al Poloniei. 
Biserica Sf. Adalbert se află la colțul de sud-est al celei mai mari piețe medievale din Europa, care și-a primit forma în 1257. Lăcașul de cult a precedat piața cu aproape un secol. Interiorul bisericii este înghesuit, în raport cu exteriorul său mai mare. Nivelul podelei este situat sub nivelul actual al pieței, care reflectă suprapunerea suprafețelor ulterioare ale pieței cu trotuarul inițial ajustat la cele două biserici deja existente (inclusiv Biserica Sf. Adalbert). Biserica a fost parțial reconstruită în stil baroc între anii 1611-1618.